# پردراگ رادووانوویچ
پردراگ رادووانوویچ (انگلیسی: Predrag Radovanović؛ ۲۷ مارس ۱۹۱۱ – ۱ اوت ۱۹۶۴) بازیکن فوتبال اهل یوگسلاوی بود.
از باشگاه‌هایی که در آن بازی کرده‌است می‌توان به باشگاه فوتبال بئوگراد اشاره کرد.